# Sami Panico
Pas d'image ? Cliquez ici

a Compétitions nationales et continentales officielles uniquement.

b Matchs officiels uniquement.
Dernière mise à jour le 14 février 2019.
Sami Panico (né le 4 juin 1993 à Albano Laziale) est un joueur italien de rugby à XV, d'origine éthiopienne. Il évolue au poste de pilier.

## Biographie
Le 30 septembre 2018, Sami Panico est arrêté par la police italienne pour détention de produits stupéfiants à des fins de trafic. Le 5 octobre 2018, la franchise des Zebre annonce la rupture de son contrat. Le joueur était déjà suspendu depuis un an par son club pour avoir fracturé la mâchoire de son coéquipier Luhandre Luus lors d'une bagarre à un entraînement.

## Palmarès
- Vainqueur du Championnat d'Italie : 2014, 2015
- Vainqueur de la Coupe d'Italie : 2015

## Statistiques en équipe nationale
Au 24 mars 2017, Sami Panico compte 10 sélections, depuis sa première sélection le 11 juin 2016 face à l'Argentine.